# Sant Vicenç de Camós
|  | Per a altres significats, vegeu «església de Sant Vicenç de Camós». |

Sant Vicenç de Camós és una entitat de població al terme municipal de Camós a la comarca catalana del Pla de l'Estany. En el cens de 2011 tenia 618 habitants.